# Federación de Asociaciones Scouts de España
La Federación de Asociaciones Scouts de España (ASDE) o abreujadament Scouts de España, és una federació d'associacions pluriconfessionals d'escoltisme de l'Estat espanyol.
La pluriconfessionalitat de l'entitat permet als agrupaments triar si són de caràcter catòlic o laic.
Les associacions federades són:
- Acció Escolta de Catalunya
- Exploradores de Castilla y León
- Exploradores de Madrid
- Exploradores de Murcia
- Exploradores del Principado de Asturias
- Scouts de Andalucía
- Scouts de Aragón
- Scouts de Baleares
- Scouts de Canarias
- Scouts de Cantabria
- Scouts de Castilla - La Mancha
- Scouts de Ceuta
- Scouts de Extremadura
- Scouts de Galicia
- Scouts de La Rioja
- Scouts de Melilla
- Scouts Valencians